# Chapelle Saint-Donat de Roeser

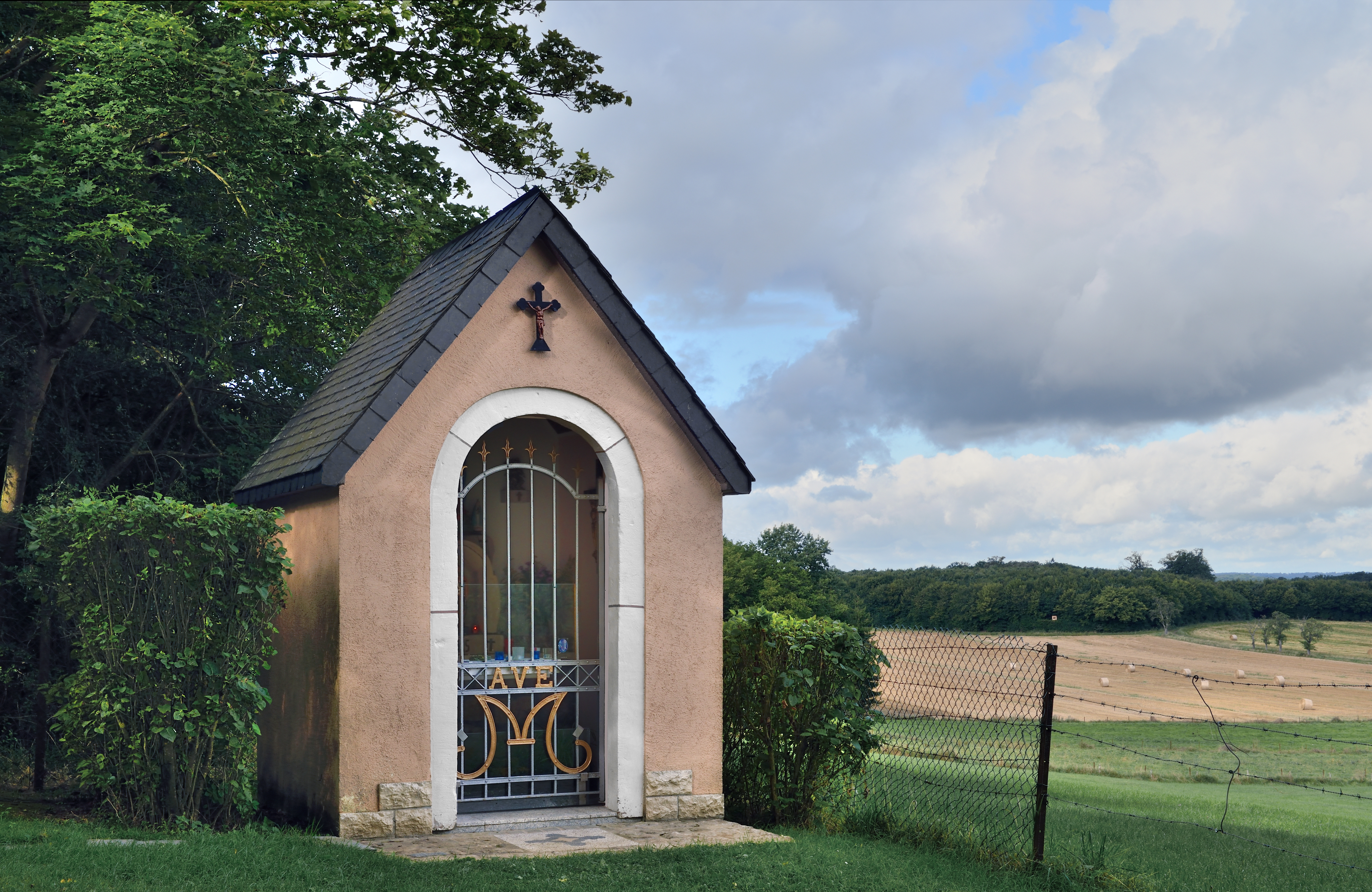
La chapelle Saint-Donat de Roeser.

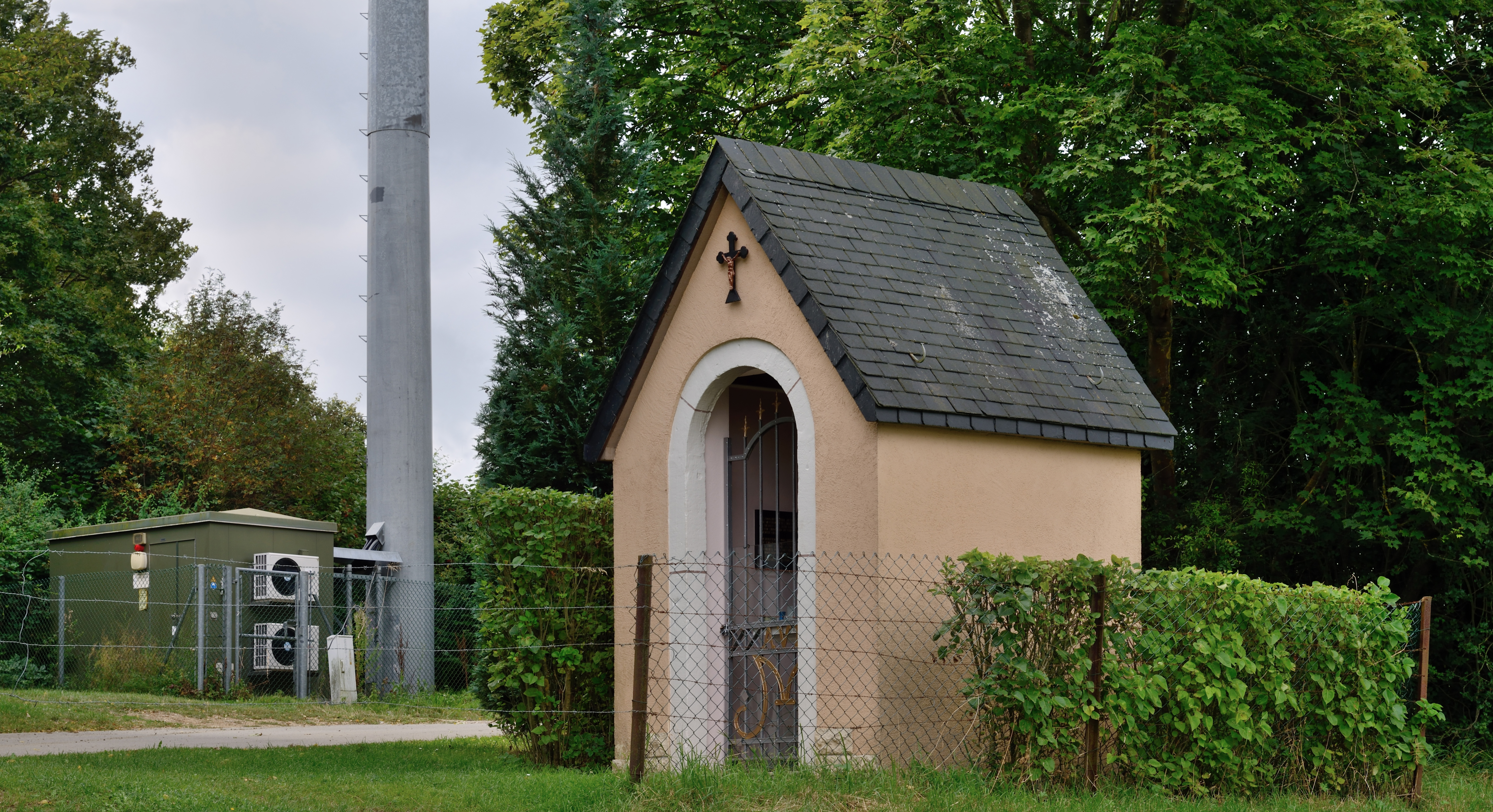
À gauche, le pylône de téléphonie mobile.

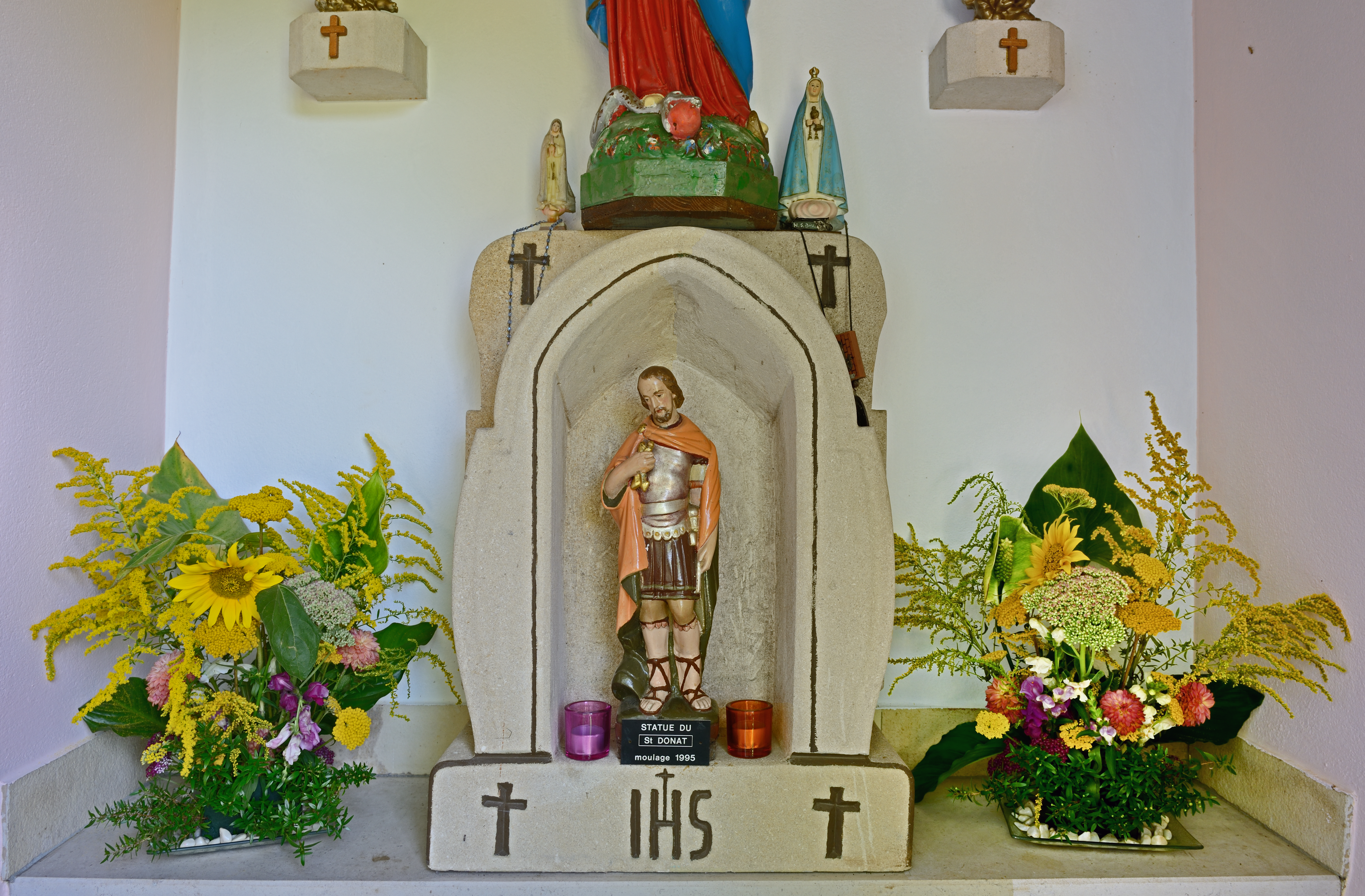
La statue de saint Donat, en tenue de légionnaire romain, dans la chapelle.

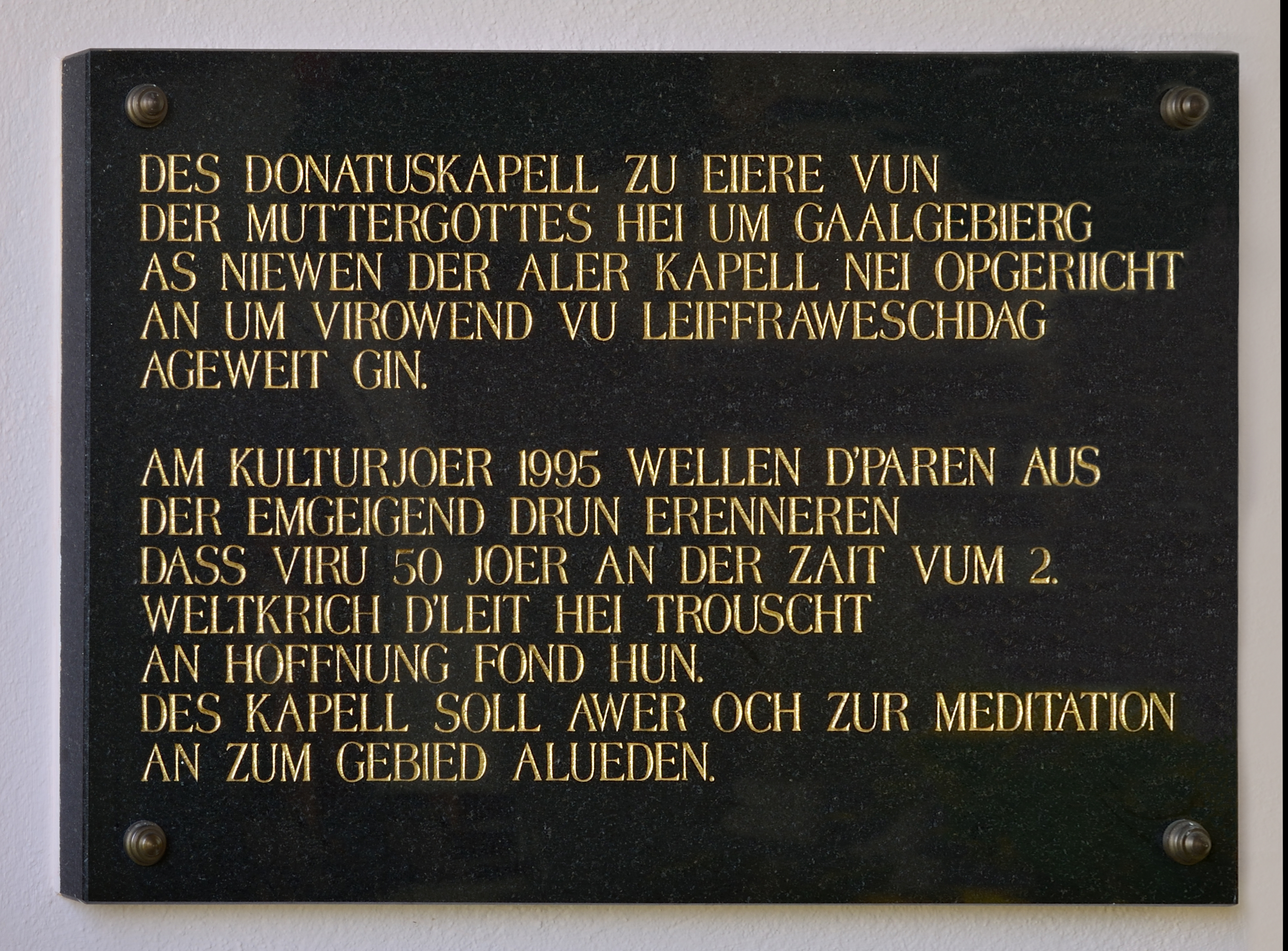
Plaque à l'intérieur de la chapelle (texte en luxembourgeois).

La chapelle Saint-Donat de Roeser est située sur le territoire de la commune luxembourgeoise de Roeser, au lieu-dit Gaalgebierg (mont de la potence), plus précisément à l'endroit appelé Millénaire, à proximité de la , environ à mi-chemin entre Alzingen et Schlammestee.
La chapelle est dédiée principalement au culte de la Vierge Marie mais aussi à celui de saint Donat. 
La chapelle d'aujourd'hui date de 1995. Elle est la dernière d'une succession de chapelles présentes en ce lieu depuis au moins le XVIIe siècle.
Le 14 août de chaque année, la veille de l'Assomption, une procession va de l'église de Roeser à travers champs vers la chapelle Saint-Donat, où se tient une messe au cours de laquelle le prêtre bénit les bouquets de fleurs et de plantes des champs assemblés par les croyants. La confection et la bénédiction de ce bouquet, le Krautwësch, sont une vieille tradition luxembourgeoise.

## La chapelle
Elle est de dimensions modestes, d'environ 2 m sur 3 au sol. Au-dessus de l'arc d'entrée est fixé un crucifix. La grille d'entrée porte l'inscription Ave M (pour Ave Marie).
La chapelle n'est pas visible de la route nationale, proche de quelques dizaines de mètres. Elle est implantée en face d'un pylône de la téléphonie mobile.
Le mobilier de la chapelle comprend :
- une statue de la Vierge Marie avec l'enfant Jésus, haute d'environ 1,5 mètre, le pied posé sur le corps d'un serpent gobant une pomme; deux petites statues de la Vierge
- une statue de saint Donat
- une plaque d'information sur l'histoire de la chapelle
- deux anges enfants dorés à droite et à gauche au-dessus de l'autel.

## Histoire
Du 28 décembre 1630 jusqu'à la Révolution française se trouvait en cet endroit une potence (d'où le mont de la potence), qui marquait le pouvoir des seigneurs de Weiler-la-Tour. Une chapelle fut érigée à proximité, cela en souvenir des malheureux exécutés en cet endroit.
En septembre 1837, alors que la chapelle se trouvait dans un état de délabrement, un habitant de la commune la fit reconstruire, à la suite d'une faveur obtenue en réponse à un vœu solennel.
En 1880 la chapelle de 1837 fut enlevée pour faire place à la ligne de chemin de fer reliant Luxembourg à Remich (appelée Jangeli par les habitants). L'administration de l'entreprise propriétaire de la ligne fit construire une chapelle de remplacement non loin de l'ancienne chapelle.
En 1921, la famille de Gargan de Preisch procéda à la restauration de la chapelle.
En 1935, une statue de saint Donat fut placée à côté de la taque représentant la Mère de Jésus sous forme de la Consolatrice des Affligés.
Au cours de la Seconde Guerre mondiale, nombreuses furent les familles de la région dont les fils avaient été enrôles de force dans la Wehrmacht, à venir prier en cet endroit auprès de la Vierge Marie, afin de trouver consolation et espoir.
En janvier 1970 la chapelle fut détruite par des inconnus.
En 1995, une famille de Roeser fait construire au même endroit une nouvelle chapelle, celle qui est visible actuellement.

## Sources
L'article du 11 août 2012 au Luxemburger Wort et la page Web de la communauté pastorale de Roeserbann (page consultée le 25 août 2012).